# John Blair junior

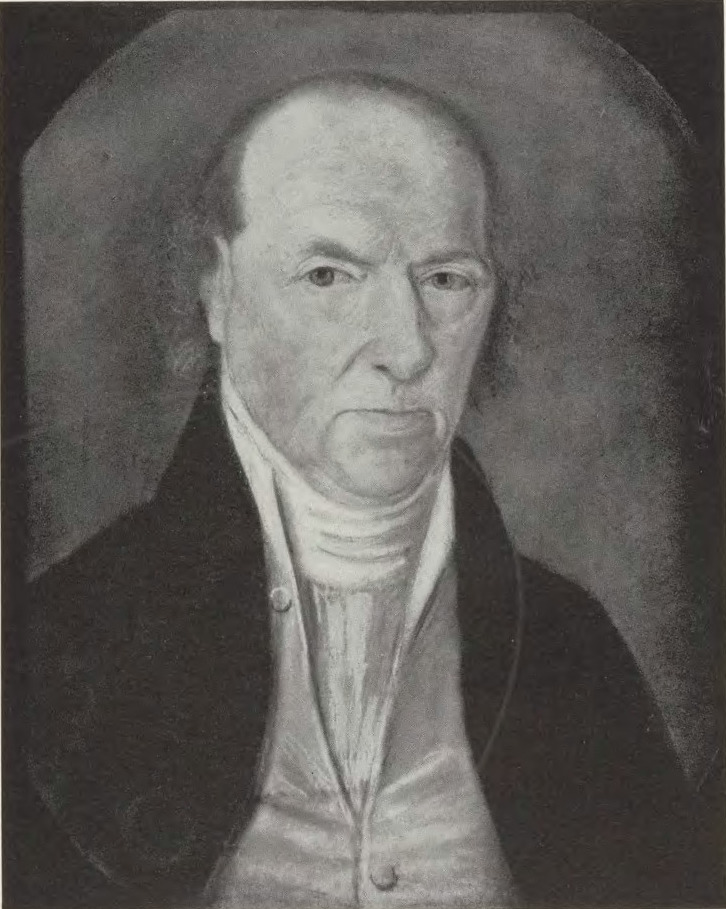
John Blair

John Blair Jr. (* 1732 in Williamsburg, Colony of Virginia; † 31. August 1800 ebenda) war ein US-amerikanischer Jurist und Politiker und von 1789 bis 1795 Richter am Obersten Gerichtshof der Vereinigten Staaten.
Er wurde als Sohn einer prominenten Familie in Virginia geboren. Sein Vater hatte zeitweise geschäftsführend das Amt des Gouverneurs inne. sein Großonkel hatte das College of William and Mary gegründet, welches auch Blair selbst bis 1754 besuchte, bis er ein Jahr lang nach England ging, um in Middle Temple zu studieren. Nach dem Franzosen- und Indianerkrieg wurde er 1766 in das House of Burgesses, das Unterhaus des Parlaments von Virginia, gewählt. 1771 bis 1775 war er Parlamentsgehilfe im Royal Governor's Council.
Als die Revolution begann, wirkte er an der Erstellung der Verfassung von Virginia mit. 1777 wurde er vom Parlament zum Richter am neugegründeten Virginia General Court gewählt und übernahm 1779 dessen Vorsitz.
1787 war er einer der Abgeordneten der Philadelphia Convention und wurde zwei Jahre später, am 24. September 1789 von George Washington als Richter am Obersten Gerichtshof nominiert. Zwei Tage später bestätigte der Senat seine Nominierung. 1795 trat Blair aus gesundheitlichen Gründen zurück.
John Blair Jr. war ein Mitglied im Bund der Freimaurer und bekleidete von 1778 bis 1784 das Amt eines Großmeisters der Großloge von Virginia.